# Пролетарская литература (журнал)
«Пролетарская литература» (первоначальное название «РАПП») — журнал марксистско-ленинской литературной теории и практики, орган ВОАПП. Выходил один раз в два месяца в Москве в 1931—1932 годах.
Сначала был органом РАПП (и носил название «РАПП»), а с № 4 стал органом ВОАПП и был переименован в «Пролетарскую литературу». Основан взамен журнала «На литературном посту», который был переориентирован на руководство движением литударников. Вёл борьбу за «ленинский этап в литературоведении», критиковал эстетику Плеханова.
В редколлегию «РАПП» входили Л. Авербах, А. Афиногенов, М. Гельфанд, С. Динамов, В. Ермилов, Г. Корабельников, М. Серебрянский, Е. Трощенко и А. Фадеев. В обновлённый состав редколлегии «Пролетарской литературы» вошли Л. Авербах, А. Афиногенов, Л. Бенде, Б. Буачидзе, Н. Дабагян, С. Динамов, В. Ермилов, В. Коваленко, М. Лузгин, И. Микитенко, М. Серебрянский, Г. Корабельников, А. Фадеев и Б. Ясенский.
Журнал был закрыт в связи с ликвидацией РАПП в 1932 году. Всего вышло шесть номеров (в том числе два сдвоенных, 5/6 за 1931 и 1/2 за 1932).